# Lençóis
Lençóis est une municipalité de l'État de Bahia au Brésil.
Sa population était estimée à 10 774 habitants en 2022 et elle s'étend sur 1,283 km2.
Elle appartient à la Microrégion de Seabra dans la Mésorégion du Centre-Sud de Bahia.

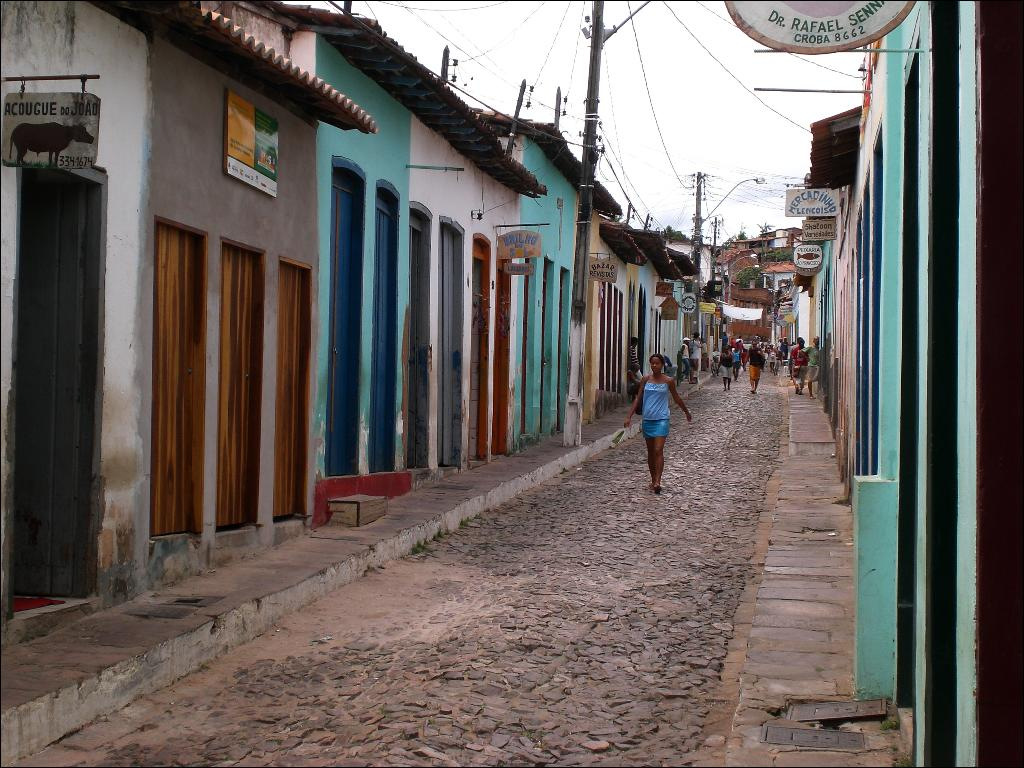
Partie historique de Lençóis, Bahia.

## Histoire
- Au XIXe siècle la ville fut le plus grand producteur mondial de diamants et la troisième ville la plus importante de Bahia[2].

## Transports
La ville est desservie par l'aéroport Horácio de Mattos.